# Стрейчи, Литтон
Джайлс Литтон Стрейчи (англ. Giles Lytton Strachey; 1 марта 1880, Лондон — 21 января 1932, близ Хангерфорда, Беркшир) — английский писатель, биограф и литературный критик.

## Биография
Литтон Стрейчи родился в многодетной семье инженера. Ближе всего из родственников его связывали отношения с младшим братом, Джеймсом, и их кузеном, художником Дунканом Грантом, с которым Литтон имел гомосексуальную связь. Стрейчи был также очень дружен с писательницей Вирджинией Вульф, которой он в 1909 году даже — несмотря на свою гомосексуальность — сделал брачное предложение (которое, правда, на следующий день взял обратно).
Изучал историю в Ливерпульском университете, а также c 1899 по 1905 в Тринити-колледже Кембриджского университета. В Кембридже, при помощи друзей Леонарда Вульфа, Клайва Белла, Джона Кейнса и др., Стрейчи входит в интеллектуально-художественную группу Блумсбери. Здесь он также знакомится с сёстрами Вирджинией (в замужестве — Вульф) и Ванессой Стивен (в замужестве — Белл), а также с известной меценаткой, леди Оттолайн Моррелл. Оригинальные, но тесные отношения в течение многих лет связывали Стрейчи с художницей Дорой Каррингтон, которая была в него влюблена. Стрейчи же связывали интимные отношения с мужем Доры, Ральфом Партриджем. По этому «любовному треугольнику» (ménage à trois) был снят в 1995 году кинофильм «Кэррингтон» с Эммой Томпсон в главной роли. Литтон Стрейчи был худ, темноволос, говорил тонким фальцетом и обладал едким, сухим чувством юмора, став весьма заметной личностью в группе Блумсбери.
В 1904—1914 годах Стрейчи пишет литературно-критические и театральные статьи и рецензии для журнала «Спектейтор» (The Spectator), издаёт свои стихотворения и создаёт крупную работу по литературоведению Landmarks in French Literature (1912).
Во время Первой мировой войны отказался от несения воинской службы из пацифистских соображений.
Первым большим успехом Литтона Стрейчи как литератора, сделавший его имя известным и за границами Британии, стало Eminent Victorians («Выдающиеся викторианцы»), вышедшее в 1918 году собрание из четырёх биографий известных деятелей Викторианской эпохи. С присущим ему сарказмом, автор разоблачает и высмеивает двойную, ущербную мораль Англии конца XIX столетия, указывает на слабости и пороки «власть имущих». В 1921 году выходит в свет подобное же сочинение о королеве Виктории (Queen Victoria).
Писатель скончался от рака в своём поместье в графстве Беркшир, в юго-восточной Англии.

## Посмертное признание
- Эдвард Форстер сделал Л. Стрейчи под именем «виконта Рисли» героем своего романа «Морис».
- В 1953 году композитор Бенджамин Бриттен, по случаю коронации королевы Елизаветы II, создаёт оперу Глориана. Её либретто было написано на основе романа Л. Стрейчи «Елизавета и Эссекс: Трагическая история» (Elizabeth and Essex: A Tragic History) (1928 года).

## Сочинения
- Landmarks in French Literature, 1912
- Eminent Victorians: Cardinal Manning, Florence Nightingale, Dr. Arnold, General Gordon, 1918
- Queen Victoria, 1921
- Books and Characters, 1922
- Elizabeth and Essex: A Tragic History, 1928
- Portraits in Miniature and Other Essays, 1931
- Characters and Commentaries (изд. James Strachey, 1933)
- Spectatorial Essays (изд. James Strachey, 1964)
- Ermyntrude and Esmeralda, 1969
- Lytton Strachey by Himself: A Self Portrait (изд. Michael Holroyd, 1971)
- The Really Interesting Question and Other Papers (изд. Paul Levy, 1972)
- The Letters of Lytton Strachey (изд. Paul Levy, 2005)
- Das Leben, ein Irrtum. Acht Exzentriker, Berlin 1999 (ISBN 3-8031-1186-2)